# Raphaëlle Strub
Raphaëlle Strub (2 aprile 1981) è un'ex sciatrice alpina francese.

## Biografia
Originaria di Chambéry e attiva in gare FIS dal dicembre del 1996, la Strub in Coppa Europa esordì il 5 gennaio 1998 a Tignes in discesa libera (82ª) e ottenne i migliori piazzamenti negli slalom speciali di Rogla del 17 e 18 febbraio 2004 (14ª). In Coppa del Mondo disputò due gare, gli slalom speciali di Levi del 28 e 29 febbraio dello stesso anno, senza portarle a termine; prese per l'ultima volta il via in Coppa Europa il 23 febbraio 2004 a Krompachy in slalom speciale, senza completare la gara, e si ritirò al termine di quella stessa stagione 2003-2004: la sua ultima gara fu uno slalom speciale FIS disputato il 3 aprile ad Arèches Beaufort, non completato dalla Strub. In carriera non parte a rassegne olimpiche o iridate.

## Palmarès

### Coppa Europa
- Miglior piazzamento in classifica generale: 113ª nel 2004

### Campionati francesi
- 4 medaglie:
  - 3 ori (combinata nel 2000[senza fonte]; slalom gigante, combinata[senza fonte] nel 2003)
  - 1 bronzo (slalom speciale nel 2003)